# Goree (Teksas)
Goree je grad u američkoj saveznoj državi Teksas. Prema popisu stanovništva iz 2010. u njemu je živjelo 203 stanovnika.